# 巴科林
50°42′30″N 25°41′5″E / 50.70833°N 25.68472°E
巴科林（烏克蘭語：Бакорин），是烏克蘭西北部的村莊，隸屬里夫內州的杜布諾區。該村面積7.2平方公里，海拔高度227米，2001年人口103，人口密度每平方公里14.3人。